# 2016年2月逝世人物列表
2016年逝世人物列表：1月 - 2月 - 3月 - 4月 - 5月 - 6月 - 7月 - 8月 - 9月 - 10月 - 11月 - 12月
2016年2月逝世人物列表，是用于汇总2016年2月期间逝世人物的列表。

## 依日期排序

### 29日
- 汉内斯·洛尔（德語：Hannes Löhr），73岁，德国前足球运动员及教练[1]。

### 28日
- 趙萬富，87歲，中華民國(台灣)陸軍二級上將，曾任陸軍副總司令，國防部副參謀總長。[2]

### 27日
- 李哲承（韓語：이철승），93歲，韓國政治人物、獨立活動家。[3]
- 修澤蘭，90歲，台灣女建築師，設計台北縣新店市花園新城。[4]

### 26日
- 陸以正，92歲，中華民國外交官，曾任駐奧地利、瓜地馬拉及南非等國大使。[5]
- 瑪爾蔻梁（英語：Marco Liang），89歲，本名「梁在文」，台灣英語補教老師。[6]
- 洪一龙，91岁，中国广告家、学者，中国现代广告奠基人。[7]

### 25日
- 米哈伊尔·列昂季耶维奇·季塔连科（俄語：Михаил Леонтьевич Титаренко），81岁，俄罗斯哲学家，汉学家。[8]

### 23日
- 唐纳德·威廉姆斯（英語：Donald Edward Williams），74岁，美国国家航空航天局前宇航员[9]。
- 关文发，86岁，中国明清史专家，华南师范大学历史文化学院资深教授。[10]

### 22日
- 谢光选，93岁，中国导弹与运载火箭专家，中国科学院院士，国际宇航科学院院士。[11]
- 史蒂夫·哈里斯（英語：Steven Dwayne Harris），52岁，美国NBA联盟的前职业篮球运动员，死於结肠癌[12]。

### 21日
- 艾力克·布朗（Eric Brown），97歲，前英國皇家空軍軍官與試飛員。[13]
- 曹仁超，68歲，香港股票評論家。[14]

### 20日
- 王業，82岁，臺灣藝術家。死於流感併發肺炎。[15]
- 谢家麟，96岁，中国加速器物理及技术专家，中国科学院院士，中国粒子加速器事业的开拓者和奠基人之一。[16]
- 洪百慧，39歲，台灣閩南語歌手，死於肝癌。[17][18][19]
- 楚青，93歲，中国人民解放军大将粟裕的妻子。[20]
- 李基澤（朝鲜语：이기택），78歲，韓國政治人物，前韓國國會議員與民主平和統一諮問會議（朝鲜语：민주평화통일자문회의）首席副議長。[21]
- 金晟集（朝鲜语：김성집 (역도 선수)），97歲，韓國舉重運動員。[22]

### 19日
- ，89岁，美国作家，小说的作者。[23]
- 戴煌，88歲，新華社前高級記者，死於肺炎[24]。
- 安伯托·艾可（義大利語：Umberto Eco），84歲，義大利知名作家及學者，代表作為《玫瑰的名字》。[25]
- 江緒林，41歲，中國政治思想學者，自殺[26]。
- 两泽千晶（日語：両澤 千晶），56岁，日本动画编剧，死於主动脉夹层[27]。

### 18日
- 津島佑子（日語：津島 佑子），68歲，日本女性作家，其父為作家太宰治。[28]
- 李子弋，89歲，《自立晚報》前總編輯、淡江大學教授，電影導演李行胞兄。[29]

### 17日
- 穆罕默德·哈桑宁·海卡尔（阿拉伯語：محمد حسنين هيكل），92岁，埃及著名记者、时事评论员[30]。
- 劉萬來，86岁，台湾中学教师与戰後重要漢译日文者[31]。

### 16日
- 布特罗斯·布特罗斯-加利（阿拉伯語：بطرس بطرس غالي），93岁，埃及政治家、外交家，前联合国秘书长。[32]

### 15日
- 喬治·蓋尼斯（George Gaynes），98歲，出生於芬蘭的美國歌手、演員。電影代表作為《金牌警校軍》。[33]
- 游啟東，81岁，台灣演員，其子為演員游耀光。[34]
- 王曰才，92岁，中国地球物理测井专业奠基人，中国石油大学教授。[35]

### 14日
- 艾夫伯里勳爵（Lord Avebury），87歲，英國自由民主黨政治家，下議院奧平頓選區議員（1962年－1970年）、上議院議員（1971年－2016年），死於急性骨髓性白血病。[36]
- 史蜀君，77岁，中国女性導演，死於心臟衰竭。[37]

### 13日
- 安東寧·斯卡利亞（Antonin Scalia），79歲，美國最高法院大法官，死於心臟病。[38]
- 斯洛博丹·桑特拉奇，69岁，前南斯拉夫足球运动员、山东鲁能泰山足球俱乐部原主教练，死於心脏病。[39]
- 特里豐·伊雲洛夫，50岁，保加利亚前職業足球運動員，死於心脏病。[40]
- 英國獨立流行音樂樂團Viola Beach在瑞典遭遇車禍，車上五人全數身亡：[41]
  - 克里斯·倫納德（Kris Leonard，生於1996年2月6日），20歲，主唱兼吉他手。
  - 里弗·里夫斯（River Reeves，生於1996年12月14日），19歲，吉他手。
  - 湯馬士·洛（Tomas Lowe，生於1988年5月1日），27歲，貝斯手。
  - 傑克·戴金（Jack Dakin，生於1996年3月19日），19歲，鼓手。
  - 克雷格·塔里（Craig Tarry），32歲，樂團經理人。[42]
- 王振民，79岁，中国人民大学文学院文艺理论教研室教授。[43]

### 12日
- 阎肃，86岁，中国艺术家、空军政治部文工团创作员，死於脑梗塞。[44]
- 司堃范，85岁，原北京朝阳医院外科科护士长，第三十届南丁格尔奖章获得者，全国三八红旗手，北京市劳动模范。[45]

### 11日
- 孔飞力（英語：Philip A. Kuhn），82岁，美国汉学家。[46]
- 曾雪麟，86歲，前中國國家足球隊主教練。[47]

### 10日
- 丁炳卓（朝鲜语：정병탁），74歲，韓國足球運動員（國家隊）與教練（國家隊、全南天龍）。[48]

### 9日
- 张福绥，88岁，中国海洋生物学家、贝类养殖学家，中国工程院院士。[49]
- 苏希尔·柯伊拉腊，76岁，尼泊尔前总理，死於肺炎。[50]
- 西卜加图拉·穆贾迪迪，89岁，阿富汗政治人物，阿富汗前总统（1992年4月-1992年6月）。[51]

### 6日
- 孟庭麗，50歲，台灣女演員，死於腦溢血。[52]
- 刘协和，87岁，中国精神病学家，四川大学华西医院心理卫生中心教授。[53]

### 4日
- 艾德加·米切尔（Edgar Mitchell），85岁，前美国国家航空航天局宇航员。[54]

### 2日
- 会田长荣（日語：会田 長栄），89岁，日本参议院议员。[55]
- 韮泽靖（日語：韮沢 靖），52岁，日本造型師、角色设计師及插画家。[56]

### 1日
- 李修仁，95岁，中华人民共和国政治人物，病逝。[57]
- 金命潤（朝鲜语：김명윤），91歲，韓國政治人物，前大韓民國民主平和統一諮問會議（朝鲜语：대한민국 민주평화통일자문회의）成員及韩国国会江陵市（朝鲜语：강릉시의 국회의원）、溟州郡與三陟郡議員。[58]
- 托马斯·提格（Thomas M. Tigue），70岁，美国宾夕法尼亚州众议院民主党议员，死於肺癌。[59]